# Anna Barkova
Anna Barkova   (Ivànovo, 3 de juliol de 1901 (Julià) - Moscou, 29 d'abril de 1976), nom complet amb patronímic Anna Aleksàndrovna Barkova, rus: А́нна Алекса́ндровна Барко́ва, fou una poetessa soviètica, periodista, dramaturga, assagista, escriptora de memòries i escriptora de ficció. Va ser empresonada durant més de 20 anys al Gulag.

## Primers anys
Anna va néixer a la família d'un porter d'una escola privada a la ciutat tèxtil d'Ivànovo el 1901. Se li va permetre assistir a l'escola a causa de la posició del seu pare, una oportunitat única per a una jove de classe obrera a la Rússia prerevolucionària.
En 1918 es va inscriure com a membre del Cercle de poetes proletaris genuïns, un grup d'escriptors amb base a Ivànovo. Poc després d'unir-s'hi, va començar a escriure peces curtes per al diari de grup La terra dels treballadors. També va publicar poemes al periòdic sota el pseudònim Kalika Perekhojaia rus: Калика Перехожая ("L'esguerrada errant"), un nom donat als cantants cecs o mutilats que anaven de poble en poble cantant balades devocionals per obtenir almoines.

## Obra literària
La primera poesia d'Anna va atreure l'atenció de la creació literària bolxevic, inclòs el destacat crític Aleksandr Voronski i el comissari del Comissari d'Educació Anatoli Lunatxarski. Lunatxarski es va convertir en el seu patró,i en 1922 es va traslladar a Moscou per treballar com la seva secretària. També el 1922 el va publicar el seu primer poemari Dona rus: Женщина Jénsxina, amb un pròleg de Lunatxarski. Aquesta col·lecció de poemes va ser lloada pel poeta rus Óssip Mandelxtam. El 1923 es va publicar la seva obra Nastàssia Foguera rus: Настасья Костер Nastàssia Koster.
També va assistir a l'escola de l'escriptor a Moscou dirigida per Valeri Briússov, i va escriure per al diari Impressió i revolució . Més tard, Maria Uliànova, la germana de Lenin, el va ajudar a trobar feina al diari comunista Pravda, i la va ajudar a bastir una segona col·lecció de poemes que mai va ser publicada.

## Empresonament i exili
Ella es va desil·lusionar cada vegada més amb la vida soviètica a la fi de 1920. Els seus poemes de la dècada del 1930 eren molt crítics amb la vida i les institucions soviètiques. El 1925 va escriure:
| Пропитаны кровью и желчью Наша жизнь и наши дела. Ненасытное сердце волчье Нам судьба роковая дала. Разрываем зубами, когтями, Убиваем мать и отца, Не швыряем в ближнего камень- Пробиваем пулей сердца. А! Об этом думать не надо? Не надо—ну так изволь: Подай мне всеобщую радость На блюде, как хлеб и соль. | Xopes de sang i bilis Les nostres vides i obres; Insaciable cor de llop Ens donà el fatal destí. Trenca urpes i dents Maten la mare i el pare; No apedreguis a prop, La bala esquinça el cor. Ah! no cal pensar-hi? No siguis tan bo, si us plau: Dona'm la joia universal En un plat, pa i sal. |

El 1934 Anna va ser denunciada i detinguda, i alguns dels seus poemes va ser utilitzats en contra seva com a prova. Va ser condemnada primer a cinc anys en un camp de treball forçat al Kazakhstan. En resposta a la sentència. va escriure una carta al llavors ministre de l'Interior, Guénrikh Iagoda, on li demanava que se li apliqués la pena capital - sense èxit.
El 1939 va ser posada en llibertat. Dos anys després del final de la Segona Guerra Mundial va acabar a la presó per segona vegada: va ser condemnada a nou anys a Sibèria. En el moment que era posada en llibertat per segona vegada, va escriure una història titulada Vuit capítols de bogeria rus: Восемь глав безумия Vóssem glav bezúmia. Més tard, va ser condemnada a 10 anys de presó; també va patir dos llargs períodes d'exili intern, entre 1939 i 1947 i de 1965 a 1967. El 1967 se li va permetre tornar a Moscou després de la intervenció d'un grup d'escriptors encapçalats per Aleksandr Tvardovski i Konstantín Fedin. Ella va viure la resta de la seva vida en una pobresa relativa a una kommunalka situada a l'Anell dels Jardins, on va conservar el seu entusiasme pels llibres, els amics, i la conversa.